# Lubin Baugin

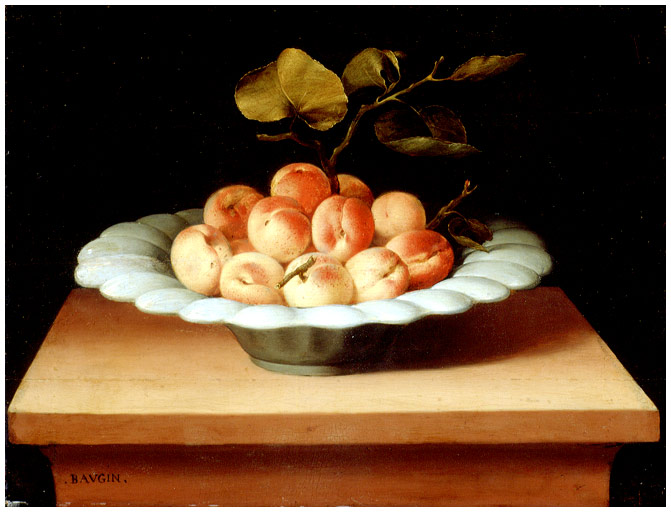
Lubin Baugin – Früchteschale

Lubin Baugin (* um 1610 in Pithiviers, Département Loiret, Region Centre-Val de Loire; † 11. Juli 1663 in Paris) war ein französischer Maler der Barockzeit. Bekannt ist er vor allem wegen seiner Stillleben.

## Biographie
Baugin wurde im Jahr 1629 als Meister der Malerei in die Gesellschaft von Saint-Germain-des-Prés aufgenommen, konnte allerdings keine bedeutenden Aufträge bekommen. Er lebte in den Jahren 1632 bis 1641 in Rom, wo er heiratete und Vater zweier Kinder wurde.
Nach der Rückkehr nach Paris malte er viele Bilder religiösen Inhaltes. Seit 1643 erhielt Baugin einige größere Aufträge, u. a. für die Kathedrale Notre-Dame de Paris. Erneut heiratete Baugin 1645 nach dem Tod der ersten Frau, 1654 ein drittes Mal, nachdem die zweite Frau verstorben war.
In den Jahren 1647 bis 1649 war er in der Chapelle de la Congrégation des Nobles de Notre-Dame an der Rue Saint-Antoine tätig. Später arbeitete er in zwei Kirchen in Dourdan südlich von Paris (heute im Département Essonne). 1651 wurde er in die neu gegründete Académie Royale de Peinture et de Sculpture aufgenommen und 1655 wegen häufiger Abwesenheit ausgeschlossen. In den Jahren 1660 bis 1661 wurde er mit Arbeiten für zwei Kirchen in Pithiviers beauftragt.
Baugin starb 1663 in Paris und wurde in der Kirche Saint-Sulpice bestattet.

## Werk
Die kunstgeschichtliche Forschung erkennt in seinem – zumeist undatierten – Werk starke italienische Einflüsse von Antonio da Correggio, Parmigianino, Raffael und besonders Guido Reni. Seine Gemälde sind u. a. im Besitz des Pariser Louvre, des Musée des Beaux-Arts von Orléans, des Musée des Beaux-Arts von Rennes, des Musée Magnin in Dijon, des Palazzo Spada in Rom, der National Gallery in London, des Fitzwilliam Museum in Cambridge und des Snite Museum der University of Notre Dame in South Bend, Indiana.

## Kunstwerke (Auswahl)

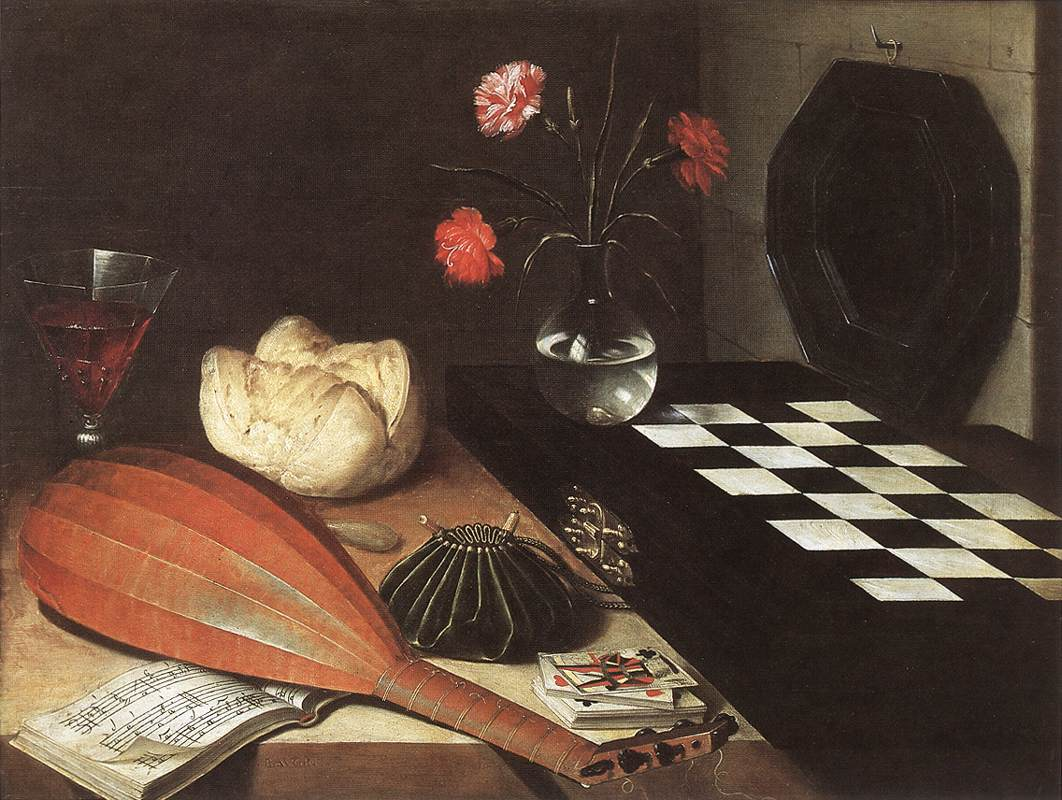
Die fünf Sinne – Paris, Louvre
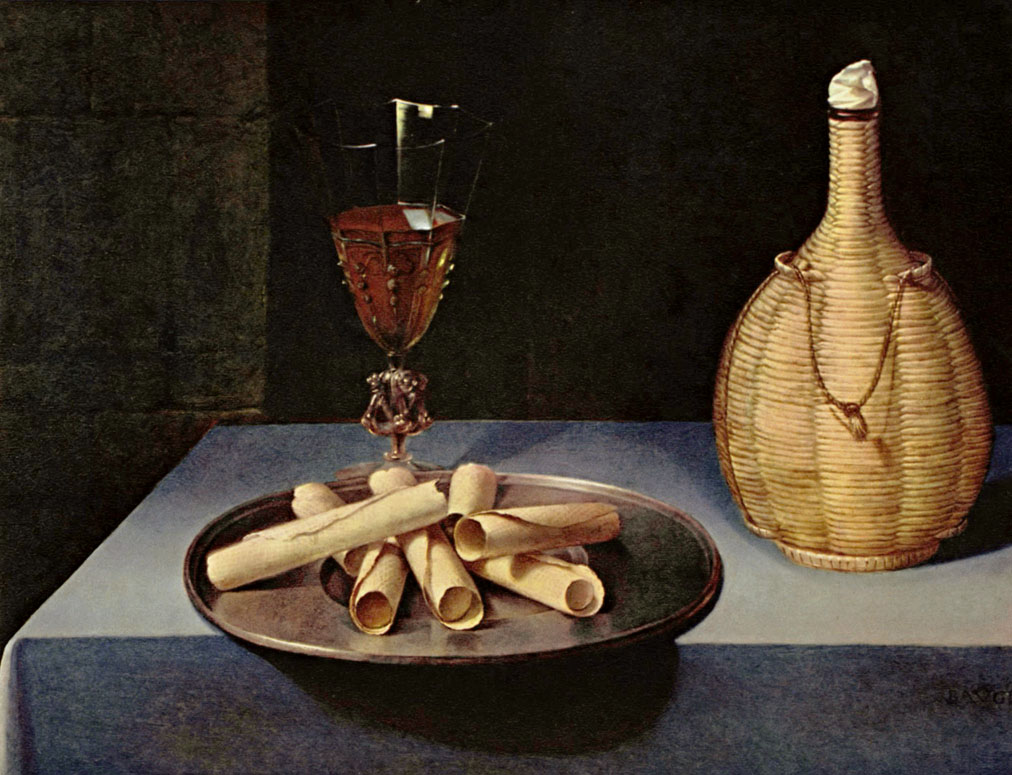
Der Nachtisch – Paris, Louvre
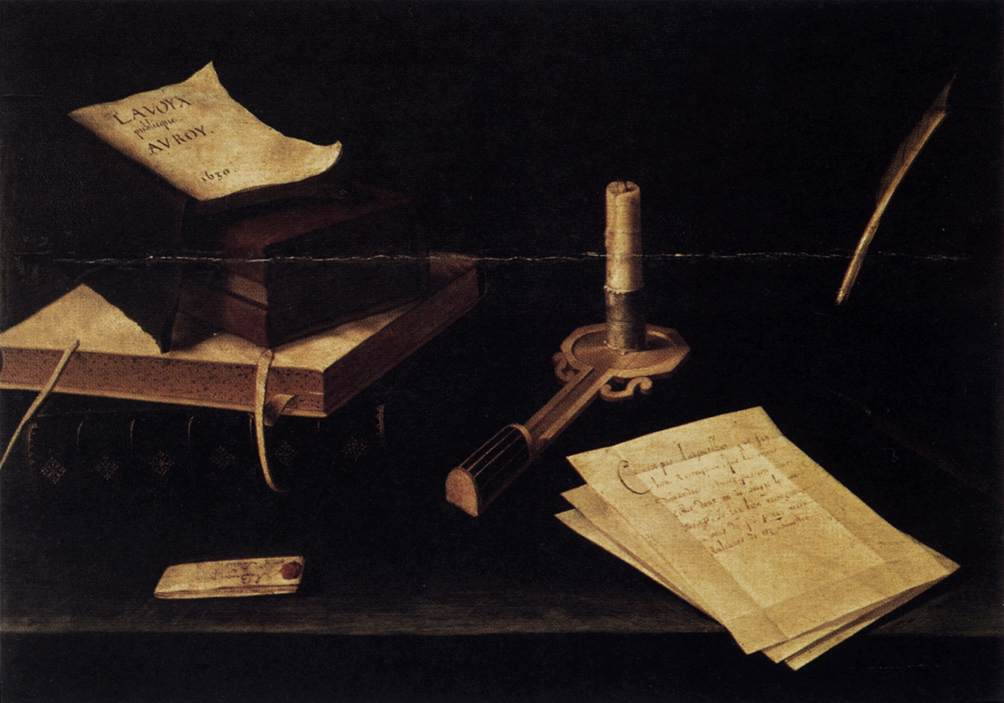
Stillleben mit Kerze – Rom, Galleria Spada (1630)
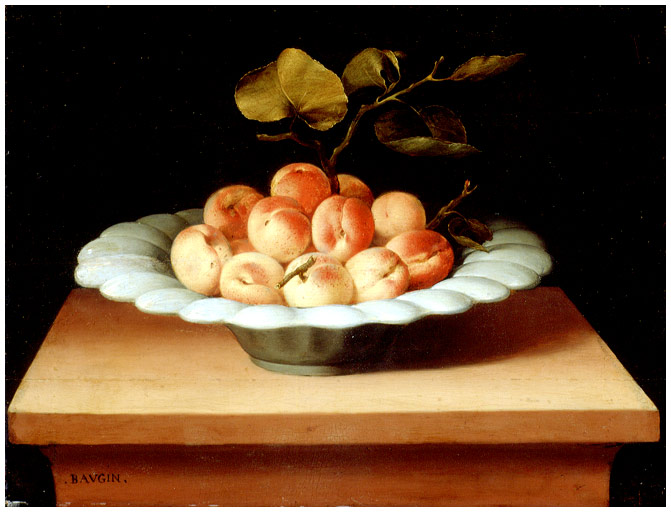
Früchteschale – Rennes, Musée des Beaux-Arts
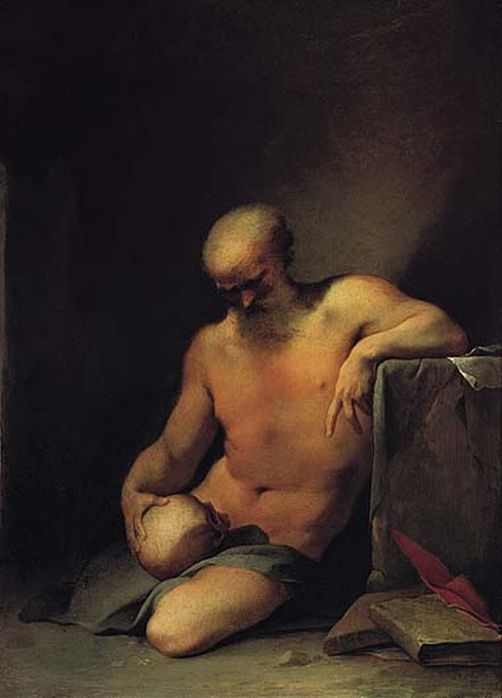
Hl. Hieronymus – Caen, Musée des Beaux-Arts de Caen
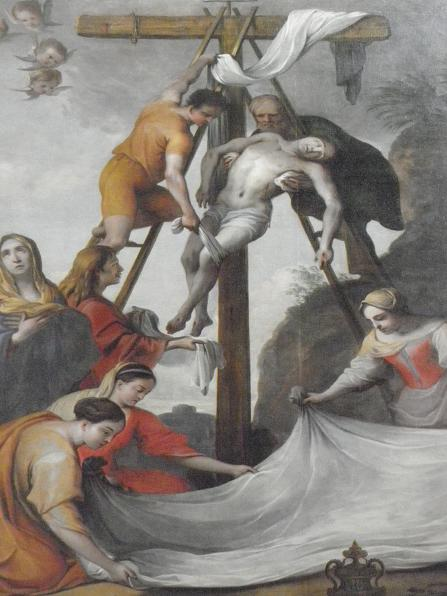
Kreuzabnahme – Kathedrale von Luçon
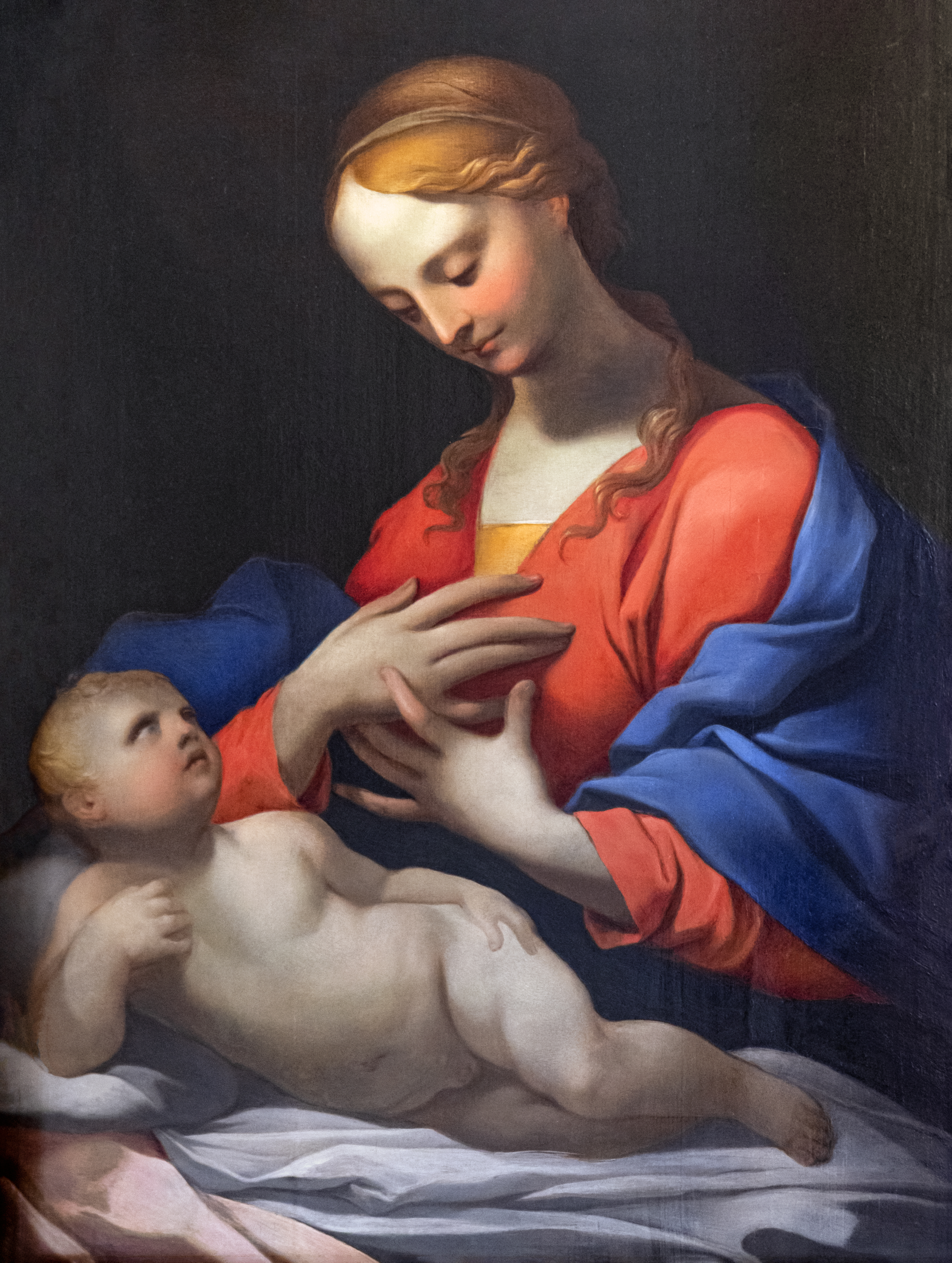
Maria, Jesusknabe – Collection Motais de Narbonne
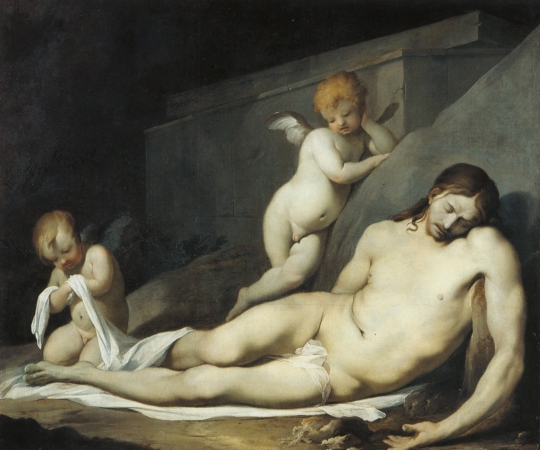
Toter Christus und zwei Putti – Orléans, Musée des Beaux-Arts